# Sequestro pulmonar
 O sequestro pulmonar é uma mal-formação congênita em que parte do tecido pulmonar, não está ligada as vias aéreas e não é suprido pelas artérias pulmonares, como ocorre no pulmão normal. Ou seja, é como se um pulmão "extra" se formasse, porém sem função respiratória, é apenas uma massa ocupando espaço no tórax ou abdome. 
Esta condição é geralmente diagnosticada em crianças e, atualmente, tem sido cada vez mais diagnosticada intra-útero através da ultrassonografia fetal que é realizada rotineiramente durante o pré-natal.
Os sintomas podem variar muito, mas incluem tosse seca persistente ou repetidas infecções respiratórias.   
- Hemorragia grave
- A criação de um shunt esquerda-direita, onde o sangue flui em um atalho através da aorta
- Infecção crônica e doenças como: 
  - Bronquiectasia
  - Tuberculose
  - Aspergilose
  - Carcinóide brônquico
  - Carcinoma espinocelular broncogênico

## Causa
Ainda há muito debate sobre se o sequestro pulmonar é um problema congênito ou adquirido por infecção pulmonar recorrente. Acredita-se que o seqüestro pulmonar extralobar seja resultado de malformação pulmonar pré-natal, enquanto sequestros pulmonares intralobares podem se desenvolver devido a infecções pulmonares recorrentes em adolescentes e adultos jovens. 

## Diagnóstico
O sequestro broncopulmonar (SBP) é uma malformação congênita rara do trato respiratório inferior. 
Consiste em uma massa anormal de tecido pulmonar, que não tem comunicação normal com a árvore traqueobrônquica, e que recebe seu suprimento sanguíneo arterial de outras artérias que não as artérias pulmonares. 
O SBP representa 0,15-6,4 por cento de todos as malformações pulmonares congênitas. 
Classificação
O sequestro pode ser classificado: 
Sequestro intralobar (SIL) em que a lesão se localiza dentro de um lobo normal e carece da sua própria pleura visceral (membrana que envolve o pulmão). 
Seqüestro extralobar (SEL) em que a massa está localizada fora do pulmão normal e tem sua própria pleura visceral. 
O suprimento sanguíneo de 75% dos sequestros pulmonares é derivado da aorta torácica ou abdominal. 
Os restantes 25% dos sequestros recebem o fluxo sanguíneo das artérias subclávia, intercostal, pulmonar, pericardiofrênica, inominada, mamária interna, celíaca, esplênica ou renal. 
Os sequestros pulmonares geralmente obtêm seu suprimento sanguíneo da aorta torácica (o sequestro intrapulmonar é drenado através das veias pulmonares e o seqüestro extra pulmonar é drenado para a VCI) 

#### Sequestro intralobar (SIL)
- A variedade intralobar é responsável por 75% de todos os sequestros.
- Geralmente se apresenta na adolescência ou na idade adulta como pneumonias recorrentes.
- O tecido pulmonar encontra-se dentro da mesma pleura visceral do lobo em que ocorre.
- Machos e fêmeas são igualmente afetados com SIL.
- No SIL, o suprimento arterial geralmente é derivado da aorta torácica inferior ou abdominal superior.
- A drenagem venosa é geralmente para o átrio esquerdo através das veias pulmonares, estabelecendo uma derivação da esquerda para a esquerda.
- Conexões anormais à veia cava, veia ázigo ou átrio direito podem ocorrer.
- Dois terços dos casos de sequestro está localizado na calha paravertebral no segmento posterior do lobo inferior esquerdo.
- Ao contrário do sequestro extralobar, raramente está associado a outras anormalidades do desenvolvimento.
- Os pacientes apresentam sinais e sintomas de infecção pulmonar de massa do lobo inferior.
- Acredita-se que os sequestros sejam infectados quando as bactérias migram através dos Poros de Kohn ou se o sequestro estiver incompleto.

#### Seqüestro extralobar (SEL)
- A variedade extralobar é responsável por 25% de todos os sequestros.
- O SEL geralmente se apresenta na infância com comprometimento respiratório.
- Desenvolve-se como um pulmão acessório contido em sua própria pleura.
- O SEL tem predomínio do sexo masculino (80%).
- Relacionado ao hemi-diafragma esquerdo em 90% dos casos.
- O SEL pode se apresentar como uma massa subdiafragmática ou retroperitoneal.
- Em geral, o suprimento arterial de SEL vem de um vaso aberrante da aorta torácica.
- Geralmente drena através do sistema venoso sistêmico para o átrio direito, veia cava ou sistemas ázigos.
- Anomalias congênitas ocorrem mais freqüentemente em pacientes com SEL do que SIL.
- Anomalias associadas incluem malformação adenomatóide cística (MAC), hérnia diafragmática congênita, anomalias vertebrais, cardiopatia congênita, hipoplasia pulmonar e duplicação colônica.
- Por estar envolto em seu próprio saco pleural, raramente fica infectado, quase sempre apresentando-se como uma massa de tecido mole homogênea.
- A massa pode estar intimamente associada ao esôfago, e fístulas podem se desenvolver.

### Diagnóstico por imagem
- Hoje existem métodos de imagem não invasivos que substituíram a arteriografia para confirmar o diagnostico,  documentar o suprimento sangüíneo sistêmico e realizar o planejamento pré-operatório.

Ultra-som
- Atualmente a maioria dos casos acaba sendo diagnosticado antes do nascimento, através do ultra-som de rotina na gravidez.
- Ao ultra-som, o sequestro se constitui em uma lesão ecogênica, ou seja, bastante "branca" dentro do tórax do feto, e uma massa homogênea que pode ser bem definida ou irregular.
- Algumas lesões têm aparência cística ou mais complexa.
- Apenas o aspecto da massa não permite diferenciar o sequestro de outras lesões pulmonares fetais, tais como a mal-formação adenomatoide cística (MAC) do pulmão.

- O diagnostico diferencial entre as lesões hiperecogênicas do pulmão somente é possível quando se identifica ao Doppler, o vaso anômalo (que vem da circulação sistêmica e não da circulação pulmonar), geralmente este vaso emerge da aorta

#### Radiografia torácica
- Os sequestros geralmente aparecem como uma massa uniformemente densa dentro da cavidade torácica ou parênquima pulmonar.
- Infecção recorrente pode levar ao desenvolvimento de áreas císticas dentro da massa.
- Níveis de fluido de ar devido a comunicação brônquica podem ser vistos.

#### Tomografia computadorizada (TC)

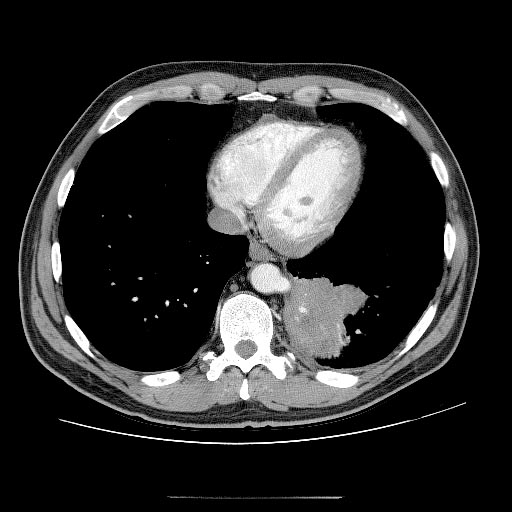
Tomografia de tórax mostrando sequestro pulmonar

- A tomografia computadorizada (TC) tem 90% de acurácia no diagnóstico de sequestro pulmonar.
- A aparência mais comum é uma massa sólida que pode ser homogênea ou heterogênea, às vezes com alterações císticas.
- Achados menos frequentes incluem uma grande lesão cavitária com um nível hidroaéreo, uma coleção de muitas pequenas lesões císticas contendo ar ou fluido, ou uma massa cística bem definida.
- Alterações enfisematosas na margem da lesão são características e podem não ser visíveis na radiografia de tórax.
- Reconstruções multiplanares e 3D são úteis.

#### Ressonância magnética (REMA)
- A ressonância magnética (REMA) com contraste ou mesmo imagens convencionais de spin-eco (SE) ponderadas em T1 podem ajudar no diagnóstico de sequestro pulmonar, demonstrando um suprimento sangüíneo sistêmico, particularmente da aorta, para a massa pulmonar basal.
- Além disso, a REMA pode demonstrar a drenagem venosa da massa e evitando investigações mais invasivas.
- No entanto, a TC permite uma delineação mais precisa da massa e de alterações enfisematosas, do que a REMA.

## Tratamento
- Após o nascimento

O tratamento consiste na retirada da massa após o nascimento, quando o diagnostico é feito antes da gravidez.
- Antes do nascimento (cirurgia fetal)

Por se tratar de doença rara a confirmação diagnostica e a avaliação da necessidade de tratamento antes do nascimento deve ser realizada em centros especializados em Terapia  ou Cirurgia Fetal. No entanto, a maioria dos casos não necessita de tratamento antes do nascimento, porém o acompanhamento após o nascimento é necessário pois pode haver indicação de sua retirada através de cirurgia. 
Em alguns casos, fetos com seqüestros desenvolvem hidropsia ou hidrotórax, ou seja, surge líquido dentro da cavidade torácica. Nestas situações, um pequeno tubo (cateter de Harrison) pode ser usado para drenar o fluido torácico para o líquido amniótico. 
Em raros casos em que o feto tem uma lesão muito grande, a ressuscitação após o parto pode ter riscos. Nestas situações, uma equipe especializada para a descompressão das vias aéreas pode ser necessária e o parto precisa ser programado.  
Um procedimento chamado de EXIT pode ser realizado, no momento do parto ou um procedimento de ablação por laser no feto pode ser realizado antes do parto.  
A ablação por laser é considerada uma intervenção fetal minimamente invasiva, uma pequena agulha é inserida na massa e uma fibra de laser é direcionada ao vaso sanguíneo anormal que vai para o sequestro. O objetivo da cirurgia é usar a energia do laser para interromper o fluxo sanguíneo para o seqüestro, fazendo com que ele pare de crescer. Após a cirurgia, o sequestro rouba menos fluxo sanguíneo do feto, e o coração e os pulmões começam a crescer mais normalmente à medida que o sequestro diminui de tamanho e o/ou derrame pleural desaparece.     